# Anomalon xishuangus
Anomalon xishuangus là một loài tò vò trong họ Ichneumonidae.